# Darton
Darton è un paese di 16.000 abitanti della contea del South Yorkshire, in Inghilterra.